# Clara Muzzio
María Clara Muzzio (Buenos Aires, 28 de mayo de 1981) es una política y abogada argentina, integrante del partido Propuesta Republicana (PRO). Desde el 7 de diciembre de 2023 se desempeña como vicejefa de Gobierno de la Ciudad Autónoma de Buenos Aires.  
Inició su labor en la administración pública porteña en 2010. A lo largo de su carrera ocupó diversos cargos, entre ellos el de ministra de Espacio Público e Higiene Urbana, así como el de subsecretaria de Vías Peatonales y Uso del Espacio Público de la Ciudad de Buenos Aires.

## Biografía

### Familia y primeros años
María Clara Muzzio nació el 28 de mayo de 1981.Es la cuarta hija de Carlos Muzzio y Carola María Diehl Schindler.
Muzzio es abogada de Universidad de Buenos Aires y maestría en Administración y Políticas Públicas de la Universidad de San Andrés.
Casada en 2010 con Marcelo José Naveira de quien se divorcio en 2015 fue madre de dos hijas, Felicitas y Barnarda.Posteriormente con su segundo marido, Jorge Aguado, fueron padres de su tercer hijo, Benjamín.

### Trayectoria política
Integró la Comisión de Espacio Público de la Legislatura Porteña, en 2008. Dos años más tarde comenzó a desempeñarse en la función pública en el Gobierno de la Ciudad de Buenos Aires en el 2010, al ser nombrada gerente de Permisos de Publicidad y Usos, cargo al cual renunció el 31 de diciembre de 2011.
El 1 de septiembre de 2013, sería designada por Mauricio Macri en el Ministerio de Ambiente y Espacio Público de la Ciudad de Buenos Aires.
El 1 de enero de 2014 fue nombrada directora de Regeneración Urbana de Buenos Aires que desempeñó por dos años, hasta el 10 de diciembre de 2015, cuando se le asigna la subsecretaría de Uso del Espacio Público. Luego de ello, fue designada subsecretaria de Vías Peatonales de Buenos Aires, ocupando este cargo hasta el fin del primer mandato de Horacio Rodríguez Larreta como Jefe de Gobierno de Buenos Aires.

#### Ministra de Espacio Público e Higiene Urbana
El 10 de diciembre de 2019 se renueva el gabinete de ministros del Gobierno de la Ciudad de Buenos Aires, como consecuencia de la reelección de Horacio Rodríguez Larreta como jefe de gobierno, siendo Clara Muzzio designada Ministra de Espacio Público e Higiene Urbana. Presentó un proyecto de ley para penalizar a los recicladores de base.En 2022 se presentó una denuncia penal y un pedido de informes contra Muzzio y otros funcionarios porteños tras la privatización del servicio de recolección de basura que habría sido adjudicada a concesionarias cercanas al macrismo, un negocio de más de 200 mil millones de anuales. Una fortuna. De manera posterior la auditoría porteña detectó irregularidades entre ellas concesiones sin concurso, prórrogas discrecionales y desvío de fondo públicos en los conttratos. </ref>https://www.puraciudad.com.ar/la-izquierda-denuncio-un-negociado-con-la-basura-y-apunto-a-clara-muzzio/</ref>

#### Vicejefa de gobierno de la Ciudad de Buenos Aires
El 22 de agosto de 2023, luego de que Jorge Macri gane las Elecciones Primarias Abiertas Simultáneas Obligatorias para jefe de gobierno de las Ciudad de Buenos Aires, anunció que Clara Muzzio sería su compañera de fórmula a vicejefa de gobierno porteña.
Luego de ganar las elecciones generales la fórmula Macri-Muzzio, y de declinar su candidatura previo al balotaje la lista opositora, encabezada por Leandro Santoro, se declaró la victoria electoral que consagraría a Clara Muzzio como nueva vicejefa de gobierno de la Ciudad de Buenos Aires. El 7 de diciembre de 2023 juraría su nuevo cargo en el Palacio de la Legislatura de Buenos Aires.
Durante el 2024 su principal foco fueron las redes sociales, con énfasis en su oposición a las políticas de género y a la educación sexual.

## Historial electoral
| Año  | Candidatura          | Jefe de Gobierno | Coalición política   | Votos   | Porcentaje       | Resultado |
| ---- | -------------------- | ---------------- | -------------------- | ------- | ---------------- | --------- |
| 2023 | Vicejefa de Gobierno | Jorge Macri      | Juntos por el Cambio | 895 131 | \| \| 49,67 % \| | Electo    |
|      | 49,67 %              |                  |                      |         |                  |           |